# Vágbeszterce
Vágbeszterce (szlovákul Považská Bystrica, kiejtéseⓘ németül Waagbistritz) város Szlovákiában. A Trencséni kerület Vágbesztercei járásának székhelye. Alsóhidas, Felsőhidas, Kisfarkasd, Milohó, Nemeskvassó, Paraznó, Podmanin, Sebestyénfalva, Vágalja, Vághéve, Vágváralja és Vágzsigmondháza tartozik hozzá.

## Fekvése
Zsolnától 32 km-re délnyugatra fekszik, a Vág-folyó partján.

## Nevének eredete
Neve a szláv bystrica (= gyors folyású patak) víznévből ered. A névelőtag a Vág folyó melletti fekvésére utal.

## Története
A régészeti leletek tanúsága szerint területén már a kőkorszakban éltek emberek. A bádeni kultúra vonaldíszes kerámiái kerültek itt elő.
Vágbeszterce vára a 13. században épült, első írásos említése 1316-ban történt. Előbb Csák Mátéé, majd királyi vár volt. 1325-ben Héderváry Sándor királybíró kapta meg, majd 1354-ig fia, Héderváry Miklós birtoka. Ekkor Ugali Pál kancellár, királybíró birtoka lett. A 14. század végén Ostrorogi Szudivoj halicsi báné. 1400 és 1424 között Beckó várának ura: Stíbor, majd fia Stíbor volt a birtokosa. 1424-ben Zsigmond király Borbála királynénak adta. 1439-től 1455-ig Cillei Ulrik tulajdona. 1458-tól a Podmaniczkyaké, akik 1526 után rablóvárrá változtatták. A család kihalása után, 1559-től újra a királyé, majd 1560-ban Serédy Gáspár adományként kapta meg. 1571-től 1700-ig a Balassáké, akiktől összeesküvés miatt elkobozták. 1631-ben a Balassák a vár alatt reneszánsz várkastélyt építettek, amely ma is fennáll. A várat 1689-ben a császáriak felrobbantották. Uradalma 1830-ig a Balassa és Szapáry családoké, majd 1859-ig a Balassa családé és Ulmann Móric nagykereskedőé, illetve 1846 és 1859 között az Andrássyaké. 1859 és 1919 között Lord József és Popper Lipót, továbbá 1863-tól Hanh Sámuel a birtokosai.

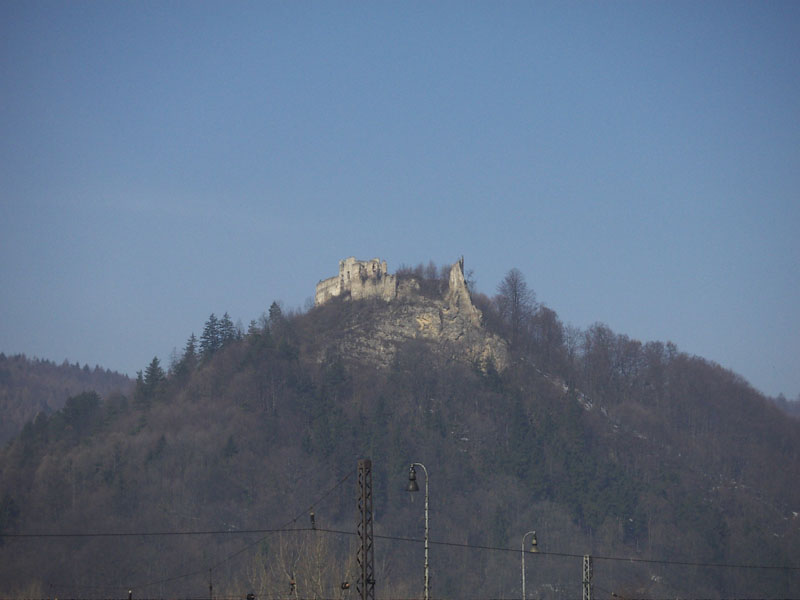
A vár látképe a főútról

A vár alatti település története szorosan kapcsolódik a vár történetéhez. Legkorábbi említése 1330. július 13-án történt. Temploma a 14. században épült. 1432-ben a várost felgyújtották a husziták. A tűzvészben elégtek a város oklevelei, így lakói a kiváltságokat igazoló okiratok nélkül maradtak. Kérésükre Luxemburgi Zsigmond 1435. április 23-án kelt oklevelében megerősítette a város korábbi kiváltságait. 1458-ban Hunyadi Mátyás a várost 16 faluval együtt hűséges szolgálaiért Podmaniczky Lászlónak adta. Ezzel a vár és uradalma száz évre a család tulajdonába került. László fia: Podmaniczky János Pozsony vármegye főispánja, pozsonyi várkapitány végrendeletében Vágbesztercét is megemlíti. Ebben meghagyja, hogy védőszentje, Szent János tiszteletére itt templomot építsenek. 1506. január 2-án 30 tagú városi tanácsot hozott létre. A városban ekkor már céhek is működtek. Céhe volt a mészárosoknak, takácsoknak, csizmadiáknak és iskola is működött a településen. Vágbeszterce Óvárral együtt azok közé a települések közé tartozott, ahol a céhek okiratai szlovák nyelven íródtak.
A mohácsi csata után birtokosai Podmaniczky János és Rafael lettek. A Podmaniczky család Rafael halálával 1558-ban kihalt és az uradalom a Balassáké lett. 1571-ben Miksa császár évi két országos vásárt engedélyezett a városnak, egyet a Háromkirályok, egyet pedig a Szentháromság ünnepén. 1604-ben Bocskai hajdúi dúlták a környékét. 1656-ban III. Ferdinánd megerősítette és kiterjesztette a város kiváltságait, újabb két vásárt engedélyezett számára és a felső malom mellé fűrészmalom építését is engedélyezte. 1679-ben és 1680-ban Thököly Imre kuruc hadai, majd a Rákóczi-szabadságharc idején 1707-ben Bercsényi és Ocskay hadai pusztították a területét.

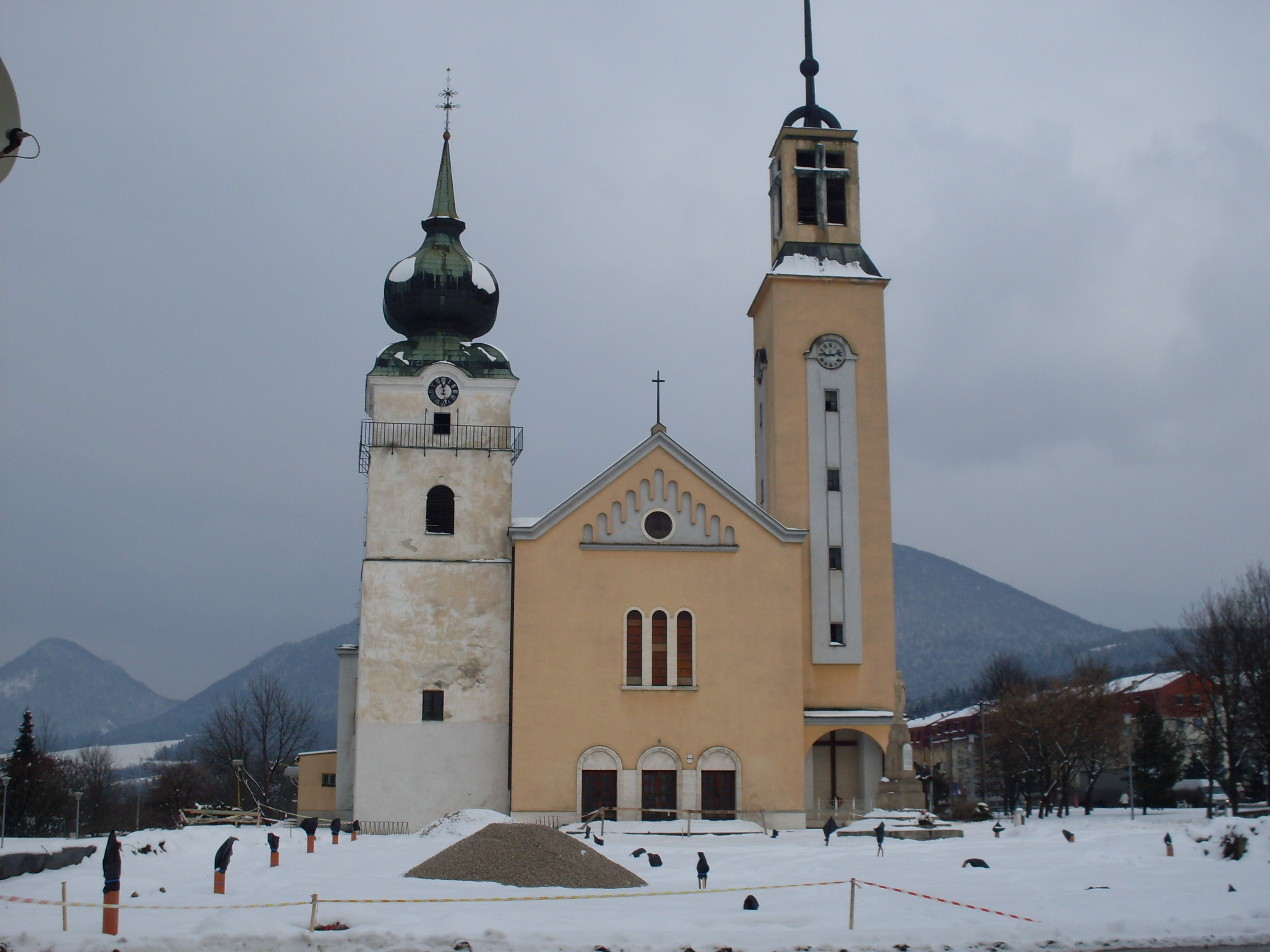
A plébániatemplom

A 18. század végén Vályi András így ír róla: „Vág Besztertze, Besztercz, Povaszka Bisztricza, elegyes lakosú Város Trentsén Vármegyében, földes Urai Gróf Balassa, és Gróf Szapáry Uraságok, lakosai katolikusok, fekszik Vág vize mellett, némelly Nemesek is lakják, a’ kiknek itten tulajdon házaik vagynak, külömbféle mester Emberei között Korabinszky Mátyás Lekszikonnya szerént leg többek a’ fazekasok; kivűl a’ Városon nem meszsze egy dombon van egy remete ház is, hozzá tartozó kapolnátskával, más felől pedig az Uraságnak nagy tégla égető kementzéje. Határja jó termékenységű, réttyei jó szénát teremnek, legelője tágas, itatója alkalmatos, fája mind a’ kétféle, piatzozása ís meglehetős; de Vág vize nem tsak határjának ártalmas megáradásakor; hanem még magának a’ Városnak is, mindazáltal jó tulajdonságai szerént, első Osztálybéli.”
1813. augusztusában nagy árvíz pusztított. A Vág áradása embereket, állatokat, lakóházakat és gazdasági épületeket sodort el. Több mint száz lakos esett áldozatul a városban, a károk elérték a milliós nagyságrendet. 1831-ben a kolerajárványban 135 lakos pusztult el. 1832-ben a város egyik része, 1834-ben másik része égett le.

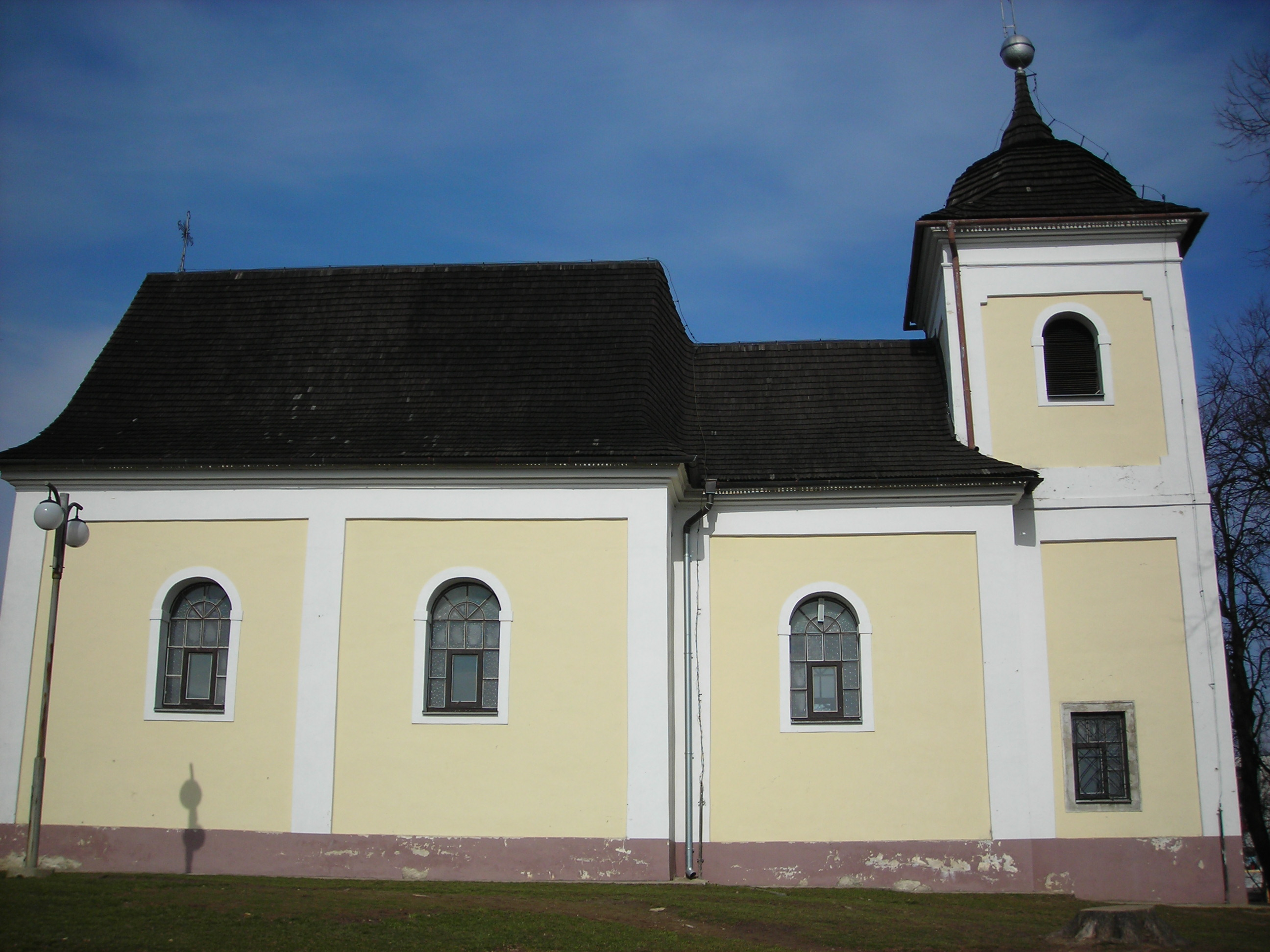
A Szent Ilona kápolna

Fényes Elek 1851-ben kiadott geográfiai szótárában így ír a városról: „Besztercze (Vág), tót m. v., Trencsén vgyében, a Vágh vize balpartján. Nevezetességei közé tartozik a régi góth izlésre épült kath. paroch. templom, rézzel fedett toronynyal; a Vághon lévő hid, mellyen b. Balassa részére vám szedetik, és a zsidónak nagy synagógájok sat. A várason keresztülfolyó Rieka patak két 4 kerekü malmot hajt. Határa hegyes völgyes, és sokat szenved a Vágh kiöntéseitől. Lakosai közt, kik 1939 kath. és 254 zsidókra mennek, igen sok mesterember, és nemes személy találtatik, legtöbb van fazekas, azonban mind ezek mezei munkát is folytatnak. A régi Beszterczei vár északra mintegy 1/2 órányira fekszik a várostól, egy a Vágh partján felemelkedő, nem megmászhatatlan kőszikla tetején, honnan a kies Vágh völgyére felséges kilátás esik. Ezen várnak már régenten a Balassa familia örököse volt, s most is az, de gr. Szapáry nemzetséggel megosztva, s feje egy 26 helységből álló uradalomnak. – A vár alatt fekszik Podragy nevü helység, mellyről alább bővebben. Ut. p. Zsolna.”
1858. február 15-én este földrengés rázta meg a várost és környékét, ekkor omlott le a vár tornya is. 1886-ban a  város minden korábbi kiváltságát elveszítette és egyszerű községgé vált. 1914. március 1-jén a trencséni megyegyűlés nagyközséggé nyilvánította. A trianoni békéig Trencsén vármegye Vágbesztercei járásának székhelye volt.
Városi rangját 1948-ban kapta vissza. A város modern arculata az 1970-es és 1980-as években alakult ki. Új lakótelepek, szállodák, éttermek épültek, megújultak a város régi épületei, parkjai.

## Népessége
| Év:            | 1994.  | 2004.   | 2014.   | 2024.   |
| -------------- | ------ | ------- | ------- | ------- |
| Emberek száma: | 42 737 | 42 320  | 40 569  | 36 961  |
| Eltérés:       |        | -0,97 % | -4,13 % | -8,89 % |

| Év:            | 2023.  | 2024.   |
| -------------- | ------ | ------- |
| Emberek száma: | 37 261 | 36 961  |
| Eltérés:       |        | -0,80 % |

1910-ben 2746 lakosából 2189 szlovák, 331 magyar és 201 fő német volt.
2011-ben 41 241 lakosából 37 398 szlovák, 284 cseh, 34 magyar, 23 lengyel, 22 cigány, 18 orosz és 10-10 ruszin, illetve ukrán volt.

## Neves személyek
- Itt született 1690. április 9-én Hajnóczy Dániel evangélikus gimnáziumi igazgató.
- Itt született 1712. október 7-én Rabcsek András teológiai doktor, szepesi kanonok.
- Vágváralján született 1757-ben Szapáry János Péter gazdasági író, Fiume kormányzója, Szerém vármegye főispánja.
- Itt született 1820-ban Bistritz Meir Kohen költő.
- Itt hunyt el 1576. május 6-án Balassa János zászlósúr, Balassi Bálint édesapja.

## Nevezetességei
- A Vágváralja nevű településrész felett, a Vág jobb partján emelkedő 497 m magas hegy csúcsát koronázza Vágbeszterce 13. századi várának emeletnyi magas maradványa.
- Szűz Mária tiszteletére szentelt római katolikus plébániatemploma 14. századi gótikus eredetű. Az eredetileg egyhajós, sokszögzáródású szentéllyel ellátott templomot többször átépítették. Benne a Balassa, Podmaniczky és Mérey család síremlékei találhatók, melyek közül Podmaniczky Rafael 1558-ból származó reneszánsz síremléke és Balassa Zsigmond 1620-as késő reneszánsz síremléke az említésre méltó.
- A város feletti 391 m magas hegyen áll az 1728-ban épített barokk Szent Ilona-kápolna.
- A vágzsigmondházi kastélyt 1612-ben Balassa Zsigmond építtette a Vág folyóparti teraszán, reneszánsz stílusban. 1616-ban leégett. 1733-ban bővítették és barokk stílusban építették át. Kápolnája Nepomuki Szent János tiszteletére van szentelve.

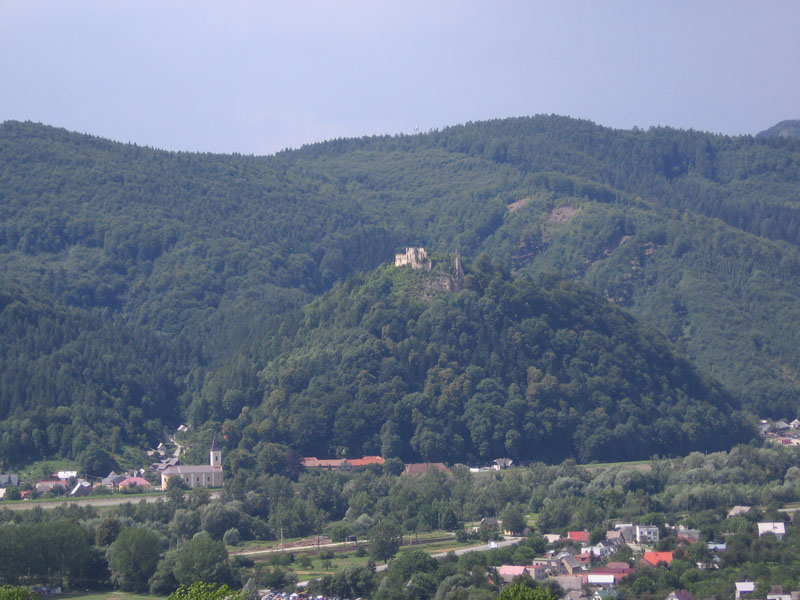
A vágbesztercei vár...
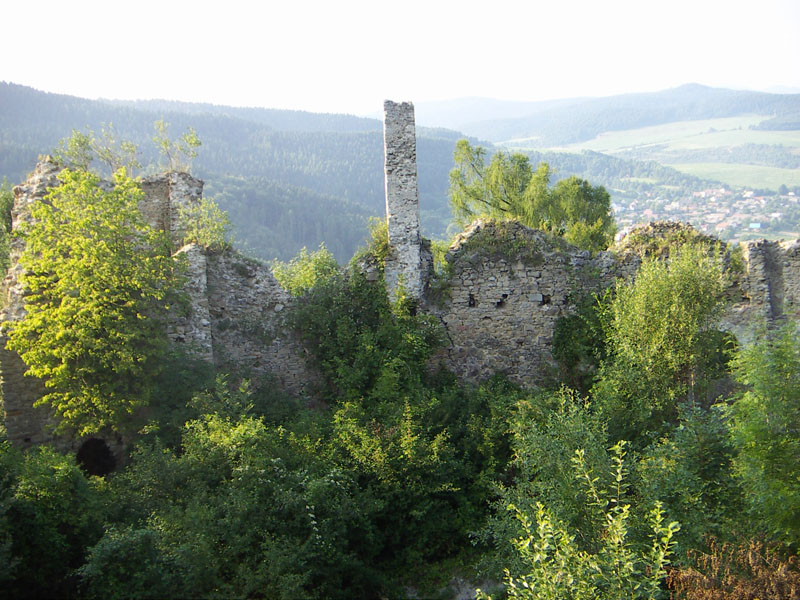
...romokban áll
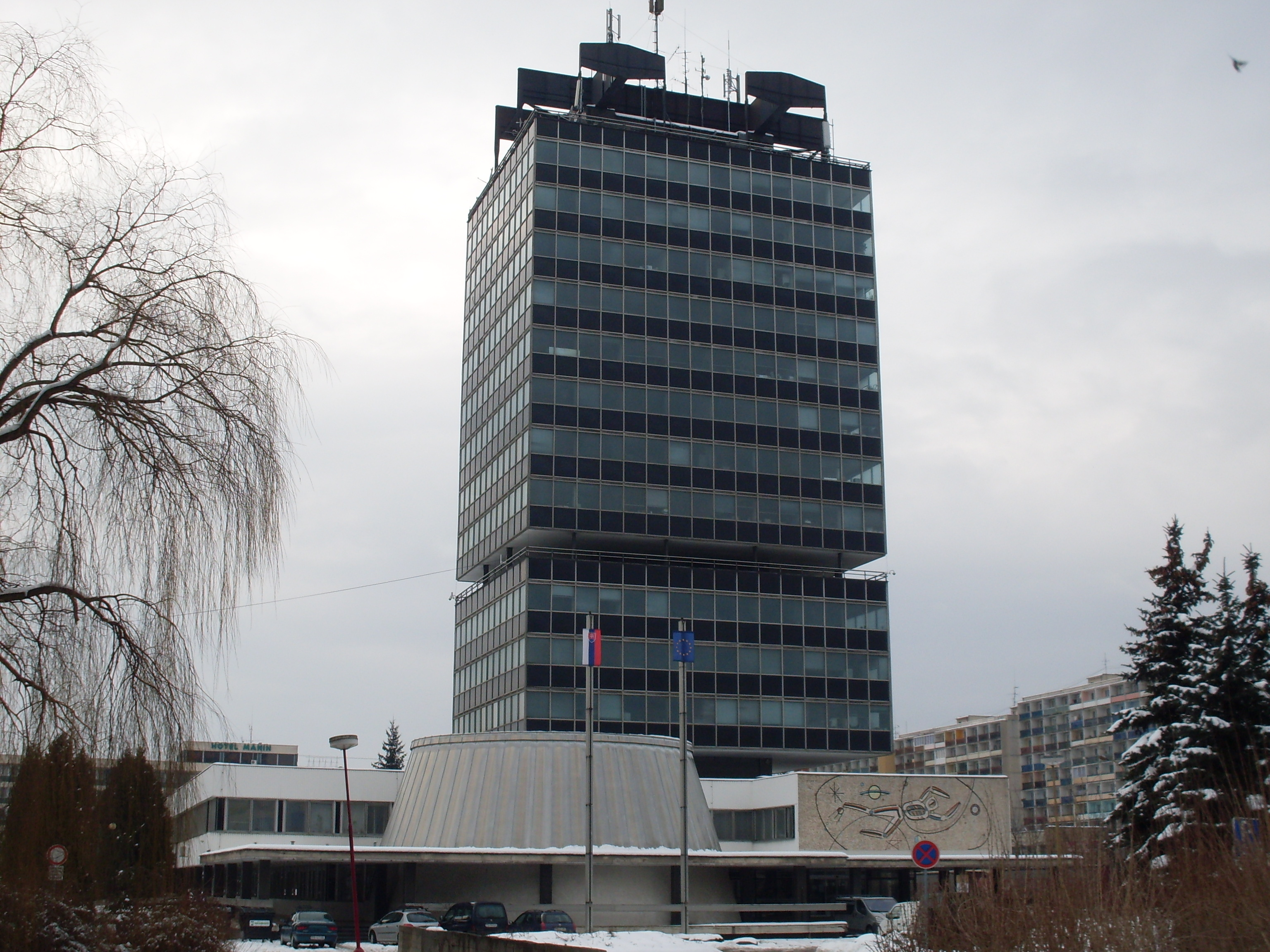
Magasház Vágbesztercén
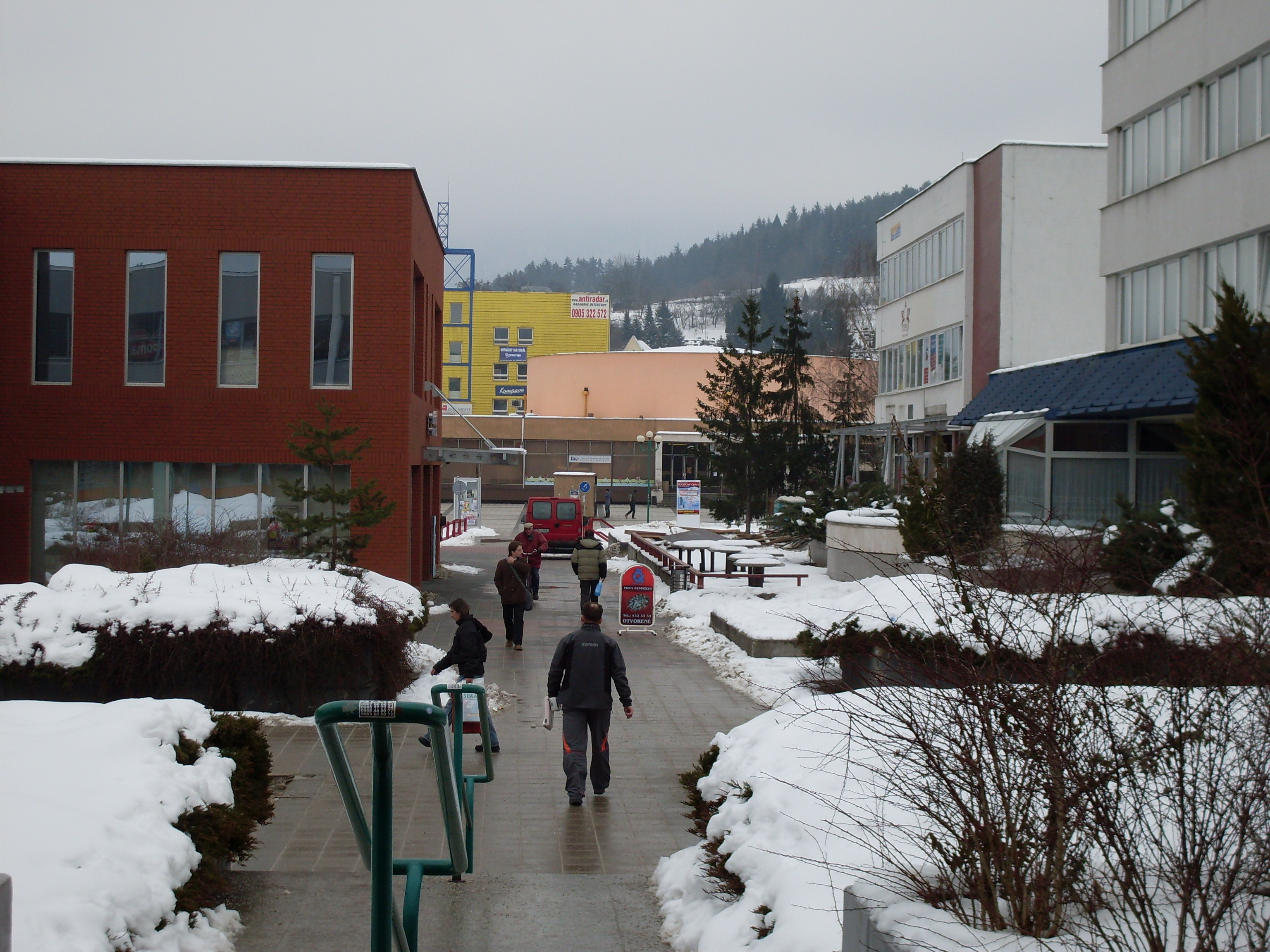
Utcarészlet
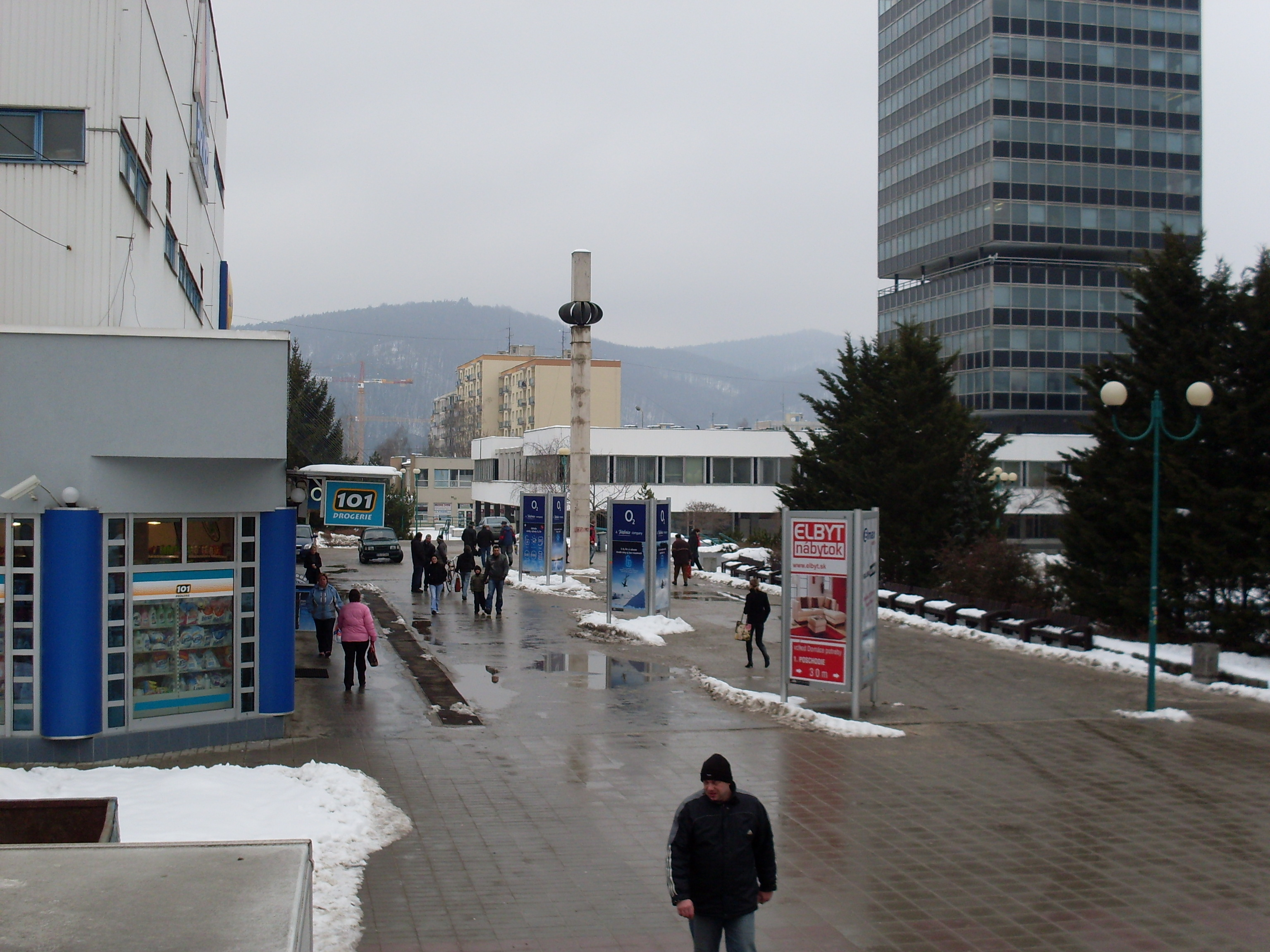
Utcarészlet
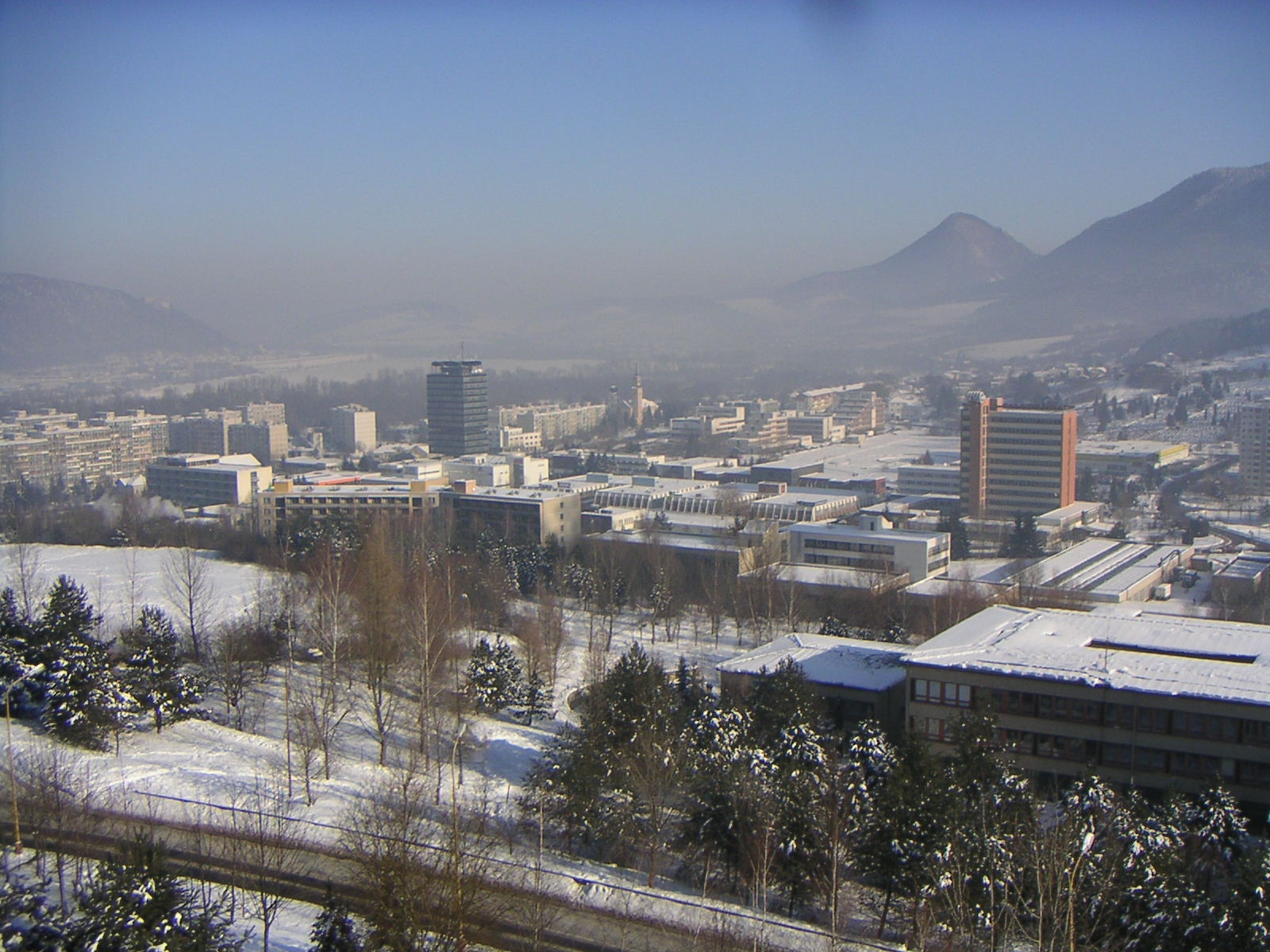
Téli látkép
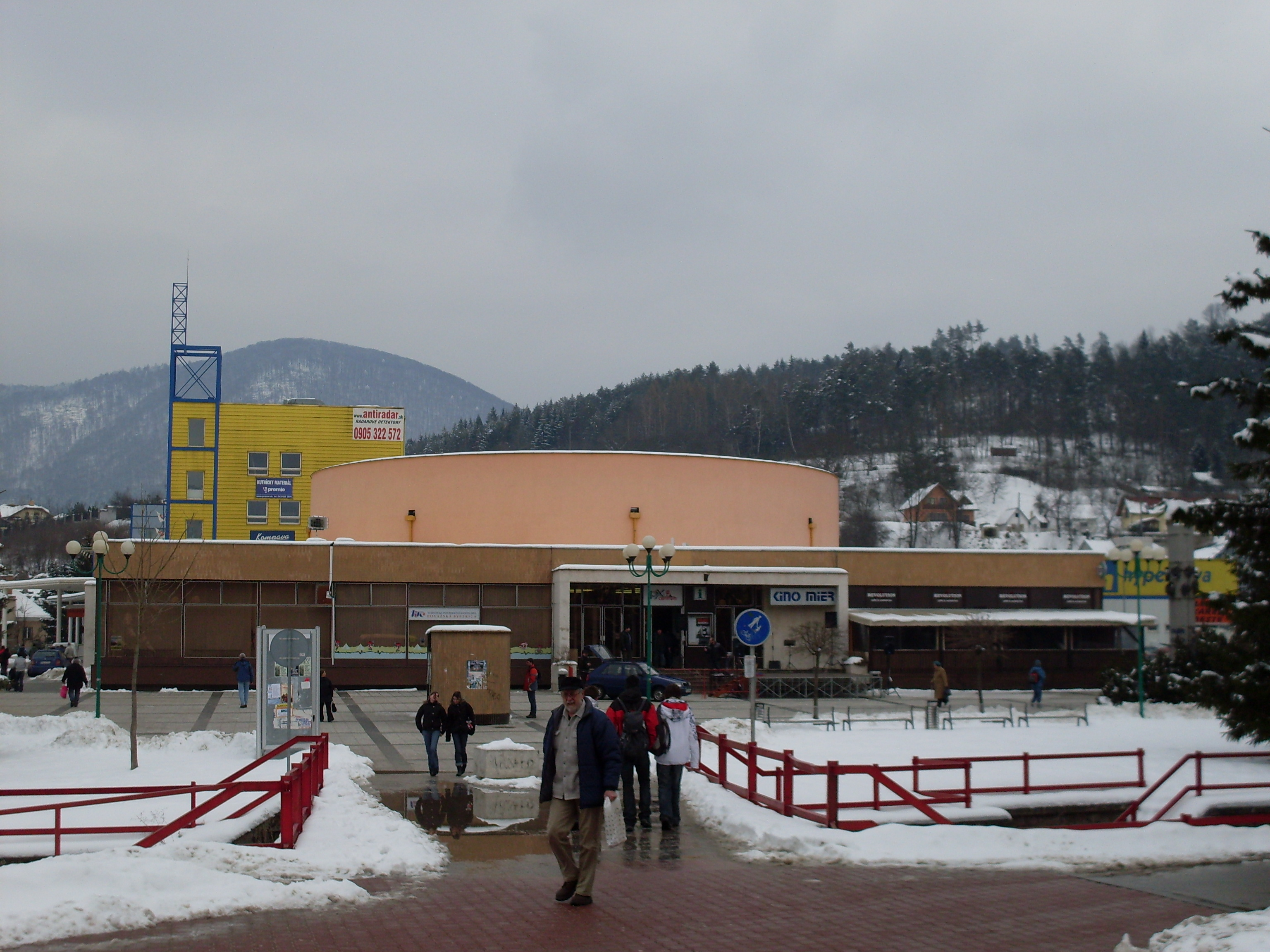
A Mier mozi épülete
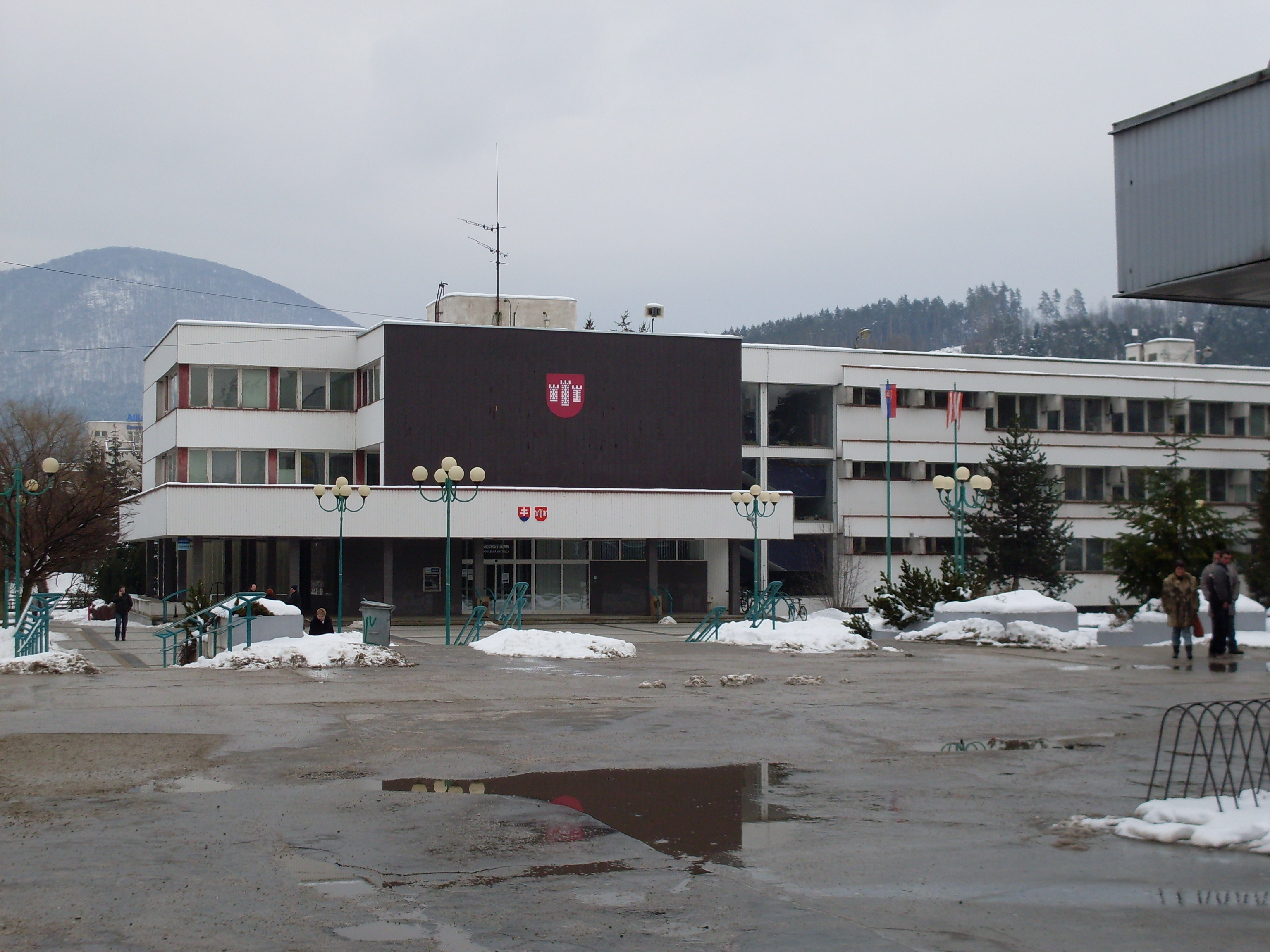
A járási hivatal épülete

## Lásd még
- Alsóhidas
- Felsőhidas
- Kisfarkasd
- Milohó
- Nemeskvassó
- Paraznó
- Podmanin
- Sebestyénfalva
- Vágalja
- Vághéve
- Vágváralja
- Vágzsigmondháza